# Сан Лоренцо а Пинако (Ријети)
Сан Лоренцо а Пинако је насеље у Италији у округу Ријети, региону Лацио.
Према процени из 2011. у насељу је живело 21 становника. Насеље се налази на надморској висини од 998 м.